# Protaetia oschimana
Protaetia oschimana är en skalbaggsart som beskrevs av Anton Franz Nonfried 1895. Protaetia oschimana ingår i släktet Protaetia och familjen Cetoniidae. Inga underarter finns listade i Catalogue of Life.